# 村上康成
村上 康成（むらかみ やすなり、1955年8月11日 - ）は、岐阜県郡上八幡（現：郡上市）出身の絵本作家、エッセイスト、ウクレレアーティストである。釣り好きで知られ、「みずぎわ族」と自称する。

## 来歴
長良川などの川が身近にある環境で育ち、幼少期から父親に釣りに連れられる。一方で絵を描くことも好み、子供の頃は釣りと絵描きばかりしていたと述べている。中学校・高等学校時代は野球を愛好する。
岐阜県立恵那高等学校を卒業。美術大学志望だったが高校卒業時には進学できず、過年度生として受験勉強中に谷内こうたの絵本『のらいぬ』を見て衝撃を受け、模写を繰り返したという。愛知県立芸術大学・芸術学部・デザイン科に入学。大学時代はヨットレースに熱中した。のちに中退。
絵本作家を志したものの、描く題材がなかなか見つからず、作ったものを持ち込んでも芳しい結果ではなかった。編集者から酒席の会話で「そんなにヤマメが好きなら、それで絵本を描けばいいんじゃない」とアドバイスを受けて、デビュー作の『ピンク、ぺっこん』が生まれた。

## 表彰作品
- 1986年 ボローニャ国際児童図書展グラフィック賞受賞、『ピンクとスノーじいさん』、ISBN 4198612455
- 1988年 ボローニャ国際児童図書展グラフィック賞受賞、『プレゼント』、ISBN 489238951X
- 1989年 ボローニャ国際児童図書展グラフィック賞受賞、『ようこそ森へ』、ISBN 4198613443
- 1991年 ブラチスラバ世界絵本原画ビエンナーレで金牌受賞、『ピンク！パール！』、ISBN 4198612609
- 1997年 第48回全国カレンダー展特別部門賞受賞、『森へようこそ』、ISBN 4777412814
- 2003年 第8回日本絵本賞大賞受賞、『なつのいけ』、ISBN 4564006746

## 村上康成美術館
1997年7月に開館。絵本の原画の展示やワイルドライフ・アート・オリジナルグッズを販売していた。
施設の老朽化などにより2023年2月26日をもって閉館した。

### 所在地
- 静岡県伊東市大室高原5-386

### アクセス
- 伊豆急行（伊豆急行線） 「伊豆高原駅」よりバスで20分
- 東名高速道路 「沼津IC」より車で60分